# Kathleen Scott
Kathleen Scott, Baronowa Kennet (ur. 27 marca 1878 w Carlton in Lindrick, zm. 25 lipca 1947) – brytyjska rzeźbiarka, żona brytyjskiego odkrywcy Roberta Falcona Scotta i matka Petera Scotta, brytyjskiego ornitologa i malarza. Jej drugim mężem był Hilton Young, jej synem z drugiego małżeństwa był Wayland Young, pisarz i polityk.

## Wczesne lata i wykształcenie
Przyszła na świat jako Edith Agnes Kathleen Bruce w Carlton in Lindrick, Bassetlaw, Nottinghamshire, była najmłodszym z jedenaściorga dzieci Canona Lloyda Stuarta Bruce’a (1829–1886) i Jane Skene (zm. 1880).
Uczęszczała do Szkoły Świętego Jerzego (ang. St George’s School) w Edynburgu, a w latach 1900–1902 do Slade School of Fine Art w Londynie. Później dostała się do Akademii Colarossiego w Paryżu, studiowała tam w latach 1902–1906 i zaprzyjaźniła się z Augustem Rodinem, dzięki niemu poznała Isadorę Duncan. Po powrocie do Londynu wśród jej znajomych znaleźli się George Bernard Shaw, Max Beerbohm i J.M. Barrie, którego dom kupiła później.

## Twórczość
Stosowała przede wszystkim tradycyjną technikę rzeźby w glinie z natury, wykonywała także odlewy z brązu oraz rzeźbiła w marmurze.
W National Portrait Gallery w Londynie znajdują się trzy wykonane przez nią portrety, ona sama jest uwieczniona na kilkunastu przechowywanych tam fotografiach.

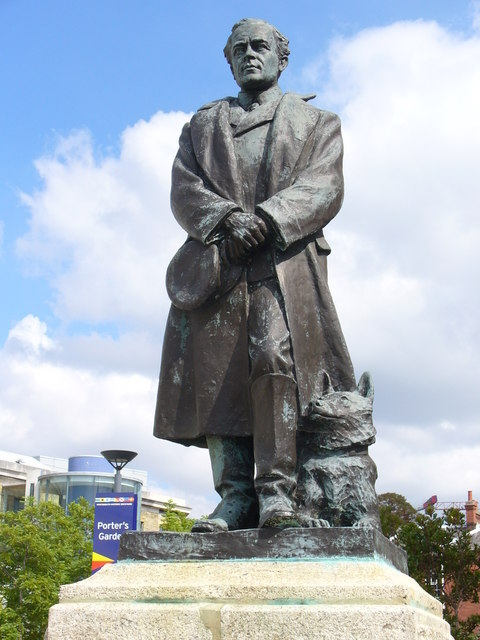
Pomnik Roberta F. Scotta z 1915 w Portsmouth, autorstwa Kathleen Scott

Wykonała kilka pomników poświęconych pierwszemu mężowi, polarnikowi Robertowi Falconowi Scottowi, jeden z nich znajduje się w historycznej stoczni na terenie bazy Royal Navy w mieście Porthsmouth. Kolejny pomnik jej autorstwa umieszczono w Londynie przy Waterloo Place w 1915. Replikę londyńskiego pomnika zamówiło miasto Christchurch w Nowej Zelandii, ze względów finansowych została ona wyrzeźbiona w marmurze, odsłonięcie pomnika miało miejsce w 1917. Wykonała także popiersie Scotta dla Instytutu Badań Polarnych im. Scotta (ang. Scott Polar Research Institute), utworzonego w Cambridge dla uczczenia pamięci Scotta i jego towarzyszy oraz kontynuowania prac badawczych regionów polarnych. Również przy tej placówce znajduje się kolejna znana rzeźba autorstwa Scott, zatytułowana Młodość (ang. Youth), wykonana w 1922, pozował do niej A.W. Lawrence, młodszy brat T.E. Lawrence’a. Scott wykonała także stojący w Cheltenham pomnik, poświęcony doktorowi Edwardowi Wilsonowi, przyjacielowi kapitana Scotta, który zginął wraz z nim na Antarktydzie.
W Dover znajduje się pomnik upamiętniający Charlesa Stewarta Rollsa jej autorstwa odsłonięty w 1912. Wykonała także pomnik kapitana Titanica, Edwarda Smitha. Znajduje się on w Beacon Park, Lichfield w Anglii.
Na terenie prywatnej szkoły w Oundle (ang. Oundle School), do której uczęszczał Peter Scott, zobaczyć można jej rzeźbę w brązie Oto jestem, wyślijcie mnie (ang. Here am I, send me). Pojawiły się przypuszczenia, że pozował do niej właśnie syn rzeźbiarki, z jego autobiografii wynika jednak, że nie jest to prawda.
Swoje umiejętności rzeźbiarskie wykorzystała podczas I wojny światowej, pomagając chirurgom plastycznym w pracach nad rekonstrukcjami twarzy weteranów.

## Życie prywatne
2 sierpnia 1908 roku poślubiła brytyjskiego polarnika Roberta Falcona Scotta, rok później urodziła syna Petera Scotta, ornitologa i malarza, współzałożyciela WWF. W roku 1910 towarzyszyła mężowi aż do Nowej Zelandii w jego wyprawie na biegun południowy. W lutym 1913 roku podczas rejsu do Nowej Zelandii, na spotkanie powracającej ekspedycji, dowiedziała się o śmierci męża.
W roku 1922 wyszła za mąż za polityka Edwarda Hiltona Younga, jej drugi syn Wayland Young przyszedł na świat w 1923 roku, był pisarzem i politykiem. Jej wnuczkami są Emily Young, rzeźbiarka oraz Louisa Young, pisarka i dziennikarka.

## Tytuły
W 1913 roku uhonorowano ją przyznaniem rangi (ale nie tytułu) wdowy po komandorze Orderu Łaźni. Oznaczało to, że według protokołu była traktowana jak wdowa po komandorze orderu, ale nie tytułowano jej Lady Scott, jak również nie było równoznaczne z pośmiertnym nadaniem tytułu Scottowi.
Kiedy jej drugi mąż otrzymał tytuł 1. barona Kennet, ona została baronową Kennet.

## W kulturze popularnej
W brytyjskim filmie pt. Scott of the Antarctic z 1948 roku Kathleen Scott zagrała Diana Churchill.